# Halabjamassakern
Halabjamassakern var en attack med kemiska vapen mot den kurdiska staden Halabja i norra Irak som ägde rum den 16–17 mars 1988, under slutskedet av Iran–Irak-kriget. Attacken, som utfördes av den irakiska regimen under Saddam Hussein, dödade  omkring 5 000 människor och skadade över 11 000, de flesta civila. Händelsen betraktas som den största enskilda attacken med kemiska vapen mot en civilbefolkning i historien.

## Bakgrund
Massakern i Halabja var en del av den så kallade Anfal-kampanjen, en serie militära operationer mot Iraks kurdiska befolkning som genomfördes av den irakiska regimen mellan 1986 och 1989. Kampanjen leddes av Ali Hassan al-Majid, Saddam Husseins kusin, som fick smeknamnet "Kemiske Ali" på grund av sin användning av kemiska vapen mot kurder.
Halabja, en stad med cirka 70 000 invånare, låg nära gränsen till Iran och var vid tidpunkten för attacken under kontroll av kurdiska peshmerga-styrkor och iranska trupper.

## Attacken
På morgonen den 16 mars 1988 inledde irakiskt flyg en bombardering av Halabja med konventionella bomber och artilleri. Detta följdes senare under dagen och nästa morgon av attacker med kemiska stridsmedel. Ögonvittnen rapporterade att planen släppte behållare som avgav rök i olika färger när de exploderade, vilket tyder på användning av flera olika kemiska ämnen.
De kemiska vapen som användes inkluderade senapsgas, saringas och andra nervgaser. Offren upplevde en rad symptom som sveda i ögonen, andningssvårigheter, kräkningar, och i många fall snabb död.

## Konsekvenser
Massakern i Halabja ledde till omfattande internationella protester, men få konkreta åtgärder vidtogs mot Irak vid tidpunkten. Händelsen bidrog dock till att öka medvetenheten om Saddam Husseins regims brutalitet och användning av kemiska vapen.
Efter Gulfkriget 1991 och Irakkriget 2003 har flera av de ansvariga för massakern ställts inför rätta. Ali Hassan al-Majid dömdes till döden och avrättades 2010 för sin roll i Anfal-kampanjen, inklusive attacken mot Halabja.

## Minnesmärken och erkännande
Ett monument och museum har uppförts i Halabja till minne av offren. År 2010 erkände den irakiska högsta domstolen officiellt massakern som ett folkmord mot det kurdiska folket.
Ett träd av sorten näsduksträd (latin: Davidia involucrata) är planterad i Folkparken i Lund till minne av offren i Halabja 2013. Invid trädet finns ett minnesmärke med texten:
| ” | Halabjaträdet. Till minne av hundratusentals offer av folkmordet Anfal i Kurdistan, varav 6 000 civila offer i Halabja 16 mars 1988, samt övriga offer som attackerades med kemiska vapen. 30 maj 2013. | „ |